# Рашкин, Валерий Фёдорович
Вале́рий Фёдорович Ра́шкин (род. 14 марта 1955, Жилино, Калининградская область) — российский политический деятель, советник ЦК КПРФ.
Депутат Государственной Думы Федерального собрания Российской Федерации III—VIII созывов (19 декабря 1999 — 23 мая 2022).
Член Президиума ЦК КПРФ (2003—2021), Секретарь ЦК КПРФ (2004—2013). Заместитель председателя ЦК КПРФ (2013—2017). Первый секретарь Саратовского областного комитета КПРФ (1993—2011), первый секретарь Московского городского комитета КПРФ (2010—2022).
Рашкин получил известность своими высказываниями против властей и депутатскими запросами в Следственный комитет и Генеральную прокуратуру с требованиями проверки законности действий властей и проведения антикоррупционных проверок в отношении членов партии «Единая Россия». В 2017 году Рашкин направлял запрос о проверке обвинений в коррупции против председателя правительства Дмитрия Медведева, представленных в документальном фильме-расследовании Фонда борьбы с коррупцией «Он вам не Димон». В том же году он призывал провести оценку действиям оперативников в деле «Нового величия», а в 2020 году направил запрос о проверке на предмет состава преступления раздачу призов участникам голосования по поправкам к Конституции. С 1999 года выступил соавтором 197 законодательных инициатив и поправок к проектам федеральных законов.
На выборах в Государственную думу в сентябре 2021 года Рашкин проиграл как одномандатник, но стал депутатом по партийному списку КПРФ. После выборов он публично обвинил власти в фальсификации итогов электронного голосования по Москве и выступил одним из организаторов и спикеров протестного митинга КПРФ «За честные выборы», который партия провела на Пушкинской площади.
В октябре 2021 года Рашкина обвинили в незаконной охоте. 25 ноября Государственная дума по представлению генерального прокурора России Игоря Краснова лишила его депутатской неприкосновенности. 25 мая 2022 года лишён депутатского мандата с 23 мая 2022 года.
Из-за аннексии Крыма и вторжения России на Украину находится под персональными санкциями 27 стран ЕС, Великобритании, США, Канады, Швейцарии, Австралии, Японии, Украины, Новой Зеландии.

## Ранние годы
Валерий Рашкин родился 14 марта 1955 года в селе Жилино Неманского района Калининградской области в многодетной семье колхозников. Его отец трудился трактористом, мать — дояркой, поэтому сам Рашкин с ранних лет участвовал в сельском хозяйстве. В 1977 году Рашкин получил диплом инженера-механика на факультете электронной техники и приборостроения Саратовского политехнического института и был направлен на работу в местное производственное объединение «Корпус». В «Корпусе» Рашкин проработал 17 лет, пройдя трудовой путь от инженера-технолога до начальника технологического бюро сборочного производства и главного диспетчера. Также в 1991 году Рашкин получил политологическое образование в Поволжском социально-политическом институте.

## Партийная и политическая карьера
Партийная карьера Рашкина началась со вступления в Коммунистическую партию Советского Союза в 1983 году. С 1988 по 1990 год Рашкин был секретарём партийного комитета производственного объединения «Корпус», где работал. Из партии не выходил, после распада СССР продолжил деятельность в КПРФ. С 1993 по 2011 год Рашкин был первым секретарём Саратовского областного комитета КПРФ, в 1993—1995 годах — членом Центрального исполнительного комитета КПРФ, с 1995 года — ЦК КПРФ.
В работе органов законодательной власти Рашкин принимал участие с начала 1990-х годов. В 1990 году он был избран депутатом Саратовского городского Совета народных депутатов. В 1993 году Рашкин был включён в общефедеральный список КПРФ на выборах в Государственную думу I созыва, однако выбыл из него до регистрации кандидатов. На выборах в Саратовскую областную думу в 1994 году возглавил список избирательного блока «За народовластие» и был выдвинут как одномандатник по Кировскому избирательному округу № 5 города Саратов. По результатам выборов в одномандатном округе значительно опередил своих оппонентов. В областной думе Рашкин курировал широкий круг вопросов, включая бюджетно-финансовую политику, экономику и социальную сферу, а также был избран одним из двух заместителей председателя думы.
В 1996 году был доверенным лицом Геннадия Зюганова на выборах Президента РФ. В 1997—1999 годах Рашкин работал помощником депутата Государственной думы II созыва.
В декабре 1999 года сам принял участие в выборах Государственной думы III созыва в качестве 2-го номера Волжско-Каспийской региональной группы партийного списка КПРФ и как кандидат-одномандатник. В Саратовском одномандатном избирательном округе № 158 Рашкин получил 31,66 % голосов, более чем вдвое определив ближайшего соперника Вячеслава Мальцева с 14,78 %. В Думе III созыва, как и во всех последующих, Рашкин вошёл во фракцию КПРФ. В период своих депутатских полномочий Рашкин состоял в комитете по промышленности, строительству и наукоёмким технологиям, комитете по делам женщин, семьи и молодёжи и комиссии по изучения практики применения законодательства при подготовке выборов и референдумов.
Также в январе 2000 года на заседании Саратовского обкома КПРФ Рашкин был выдвинут кандидатом для участия в выборах Губернатора Саратовской области. Его предвыборная кампания сопровождалась обвинениями в связях с организованной преступностью, преждевременной агитации и подкупе избирателей, сам Рашкин и представители КПРФ говорили об угрозах и требованиях снять кандидатуру, активном участии региональных властей в «кампании клеветы», жаловались в ЦИК и Генеральную прокуратуру. До выборов он допущен не был, поскольку областная ЦИК объявила недействительными 3 тысячи подписей в поддержку его кандидатуры — около 25 % от числа собранных.
С 6 марта 2003 года по 21 апреля 2021 года был членом Президиума ЦК КПРФ, с 3 июля 2004 года по 24 февраля 2013 года был секретарём ЦК КПРФ по организационной и кадровой работе, а также возглавлял организационный отдел ЦК КПРФ.
В декабре 2003 года Рашкин избирался в Государственную думу IV созыва по партийному списку КПРФ, в котором возглавил Волжско-Каспийскую региональную группу. Параллельно политик вёл кампанию в Саратовском одномандатном избирательном округе № 158, где набрал 20,76 % голосов против 24,94 % в поддержку кандидатуры Владислава Третьяка. В Думе IV созыва входил в комитет по регламенту и организации работы Государственной думы, комиссию по вопросам применения избирательного законодательства и комиссию по мандатным вопросам и вопросам депутатской этики.
На выборах в Государственную думу V созыва Рашкин возглавил региональную избирательную группу КПРФ по Саратовской области, и параллельно в рамках единого дня голосования баллотировался в Саратовскую областную думу, и после прохождения в федеральный парламент отказался от регионального мандата. В период 2007—2011 годов работал в комитете по гражданскому, уголовному, арбитражному и процессуальному законодательству, а позднее стал членом комитета по регламенту и организации работы Думы.
Летом 2010 года, после роспуска бюро московского городского комитета КПРФ, назначен руководителем рабочей группы ЦК КПРФ, преобразованной позднее в Организационный комитет по созыву конференции МГК КПРФ. 18 декабря 2010 года избран первым секретарём МГК КПРФ. 24 февраля 2013 года был избран заместителем председателя ЦК КПРФ.
В 2011 году избрался в Государственную думу VI созыва по списку КПРФ по московской региональной группе, работал в комитете про регламенту и организации, а также был заместителем председателя комитета по делам национальностей.
На выборах в Государственную думу VII созыва Рашкин проиграл выборы по Люблинскому одномандатному округу № 199 в Москве Петру Толстому (48,49 %), набрав в четыре раза меньше голосов (12,35 %), но прошёл по партийному списку. Занял должность первого заместителя председателя комитета по делам национальностей.
Из-за большого аппаратного веса Рашкина называли потенциальным сменщиком Зюганова как кандидата на выборах президента Российской Федерации в марте 2018 года. Осенью 2017 года принимал участие в президентских праймериз «Левого фронта», но уступил Павлу Грудинину.
На выборах в Государственную думу VIII созыва выдвигался по Бабушкинскому одномандатному округу № 196 Москвы. Его основным соперником был кандидат от Единой России телеведущий Тимофей Баженов. Так же выдвинут по списку КПРФ (1-й номер в региональной группе по Москве). 15 сентября 2021 года включён в список кандидатов, поддержанных Умным голосованием команды Алексея Навального. Проиграл выборы в округе, но прошёл в Думу по партийному списку. Был одним из организаторов протестов против фальсификации выборов, проведя ночью 20 сентября первый митинг на Пушкинской площади в Москве.

### Обвинения Вячеслава Володина в коррупции
Весной 2006 года бывший министр дорожного хозяйства Саратовской области Геворг Джлавян, находившийся под стражей в рамках уголовного дела о злоупотреблении служебными полномочиями (чиновник вынуждал местные дорожно-эксплуатационные предприятия брать кредиты в аффилированном банке по ставке в 50 %), направил Геннадию Зюганову письмо, в котором обвинил выходца из саратовской политики Вячеслава Володина в коррупции. По заявлению Джлавяна, в 2002—2003 годах Володин через депутата Государственной думы от Республики Мордовия Виктора Гришина получил от Джлавяна около 50 миллионов рублей в качестве откатов из средств, перечисляемых федеральным бюджетом в региональный фонд дорожного строительства. Рашкин озвучил информацию из письма на пленарном заседании Государственной думы и опубликовал в газете саратовского областного комитета КПРФ «Коммунист XX—XXI», а также 19 апреля 2006 года инициировал обращение в Генеральную прокуратуру, которое поддержали 28 депутатов фракций КПРФ и «Народная воля». В своих обвинениях он также сослался на публикацию журнала «Финанс», который включил Володина в список 400 богатейших людей России, что, по мнению коммуниста, было невозможно для человека, с 1993 года находившегося на государственной службе.
Проведя проверку, прокуратура не нашла подтверждений заявлениям Джлавяна и Рашкина. В ответ Володин обратился в прокуратуру города Саратова с заявлением о клевете и направил в Октябрьский районный суд Саратова иск о защите чести, достоинства и деловой репутации. В отношении Джлавяна было возбуждено уголовное дело по статье № 129 Уголовного кодекса «Распространение заведомо ложных сведений», и по совокупности с обвинениями в превышении должностных полномочий на посту областного министра суд приговорил его к 4,5 годам колонии строгого режима. Также Октябрьский районный суд рассмотрел гражданский иск Володина к Джлавяну, Рашкину и газете «Коммунист XX—XXI», встал на сторону истца и назначил 5 тысяч рублей штрафа Джлавяну и 25 тысяч рублей штрафа Рашкину и редакции «Коммуниста». Рашкин объявил решение суда «сверхнаглостью» и «диктатом правящей партии». После освобождения в 2010 году Джлавян распространил заявление, в котором объяснил своё первое письмо Зюганову сложными жизненными обстоятельствами, принёс извинения Володину, обвинил Рашкина в политической провокации с целью дискредитации последнего и обратился к лидеру КПРФ с просьбой остановить спекуляцию на его (Джлавяна) имени.

### Суд с Володиным
В 2009 году на митинге Рашкин обвинил Вячеслава Володина в «преступлениях перед народом, перед русской нацией». По гражданскому иску Володина суд обязал Рашкина выплатить спикеру Государственной думы Российской Федерации 1 млн рублей. Рашкин подал в связи с решением суда жалобу в ЕСПЧ. В 2020 году ЕСПЧ признал, что при рассмотрении иска была нарушена статья 10 Европейской конвенции о защите прав человека и основных свобод и назначил Рашкину компенсацию с России — 7500 евро. 

### Суд с «Роснефтью»
В апреле 2016 года в распоряжении СМИ оказалось письмо заместителя министра экономического развития Михаила Подгузова, адресованное вице-президенту «Роснефти» Ларисе Каланде в ответ на её обращение. Ранее в феврале Каланда просила министерство исключить информации, содержащую коммерческую тайну, из списка обязательной к публикации в годовом отчёте, а также установить единые требования к отчётности частных и государственных компаний. В письме Подгузову Каланда поясняла, что «Роснефть» не хочет раскрывать цели своей долгосрочной программы развития, информацию о разнице между балансовой и фактической стоимости проданных непрофильных активов, сведения о расходах на инвестиционные проекты и вложениях с доходностью более 10 % в год. В ответном письме Подгузов отметил важность годового отчёта как инструмента взаимодействия публичной компании с акционерами и контрагентами, но признал, что в целях соблюдения баланса между интересами компании и акционеров некоторая чувствительная информация, публикация которой может снизить конкурентоспособность компании, может быть исключена из отчёта. Решение о степени конфиденциальности, по мнению замминистра, должно быть разумным, добросовестным и коллегиальным.
Вскоре на сайте КПРФ появилась публикация «Валерий Рашкин: Правительство официально разрешило руководству „Роснефти“ воровать», а информационное агентство «Росбалт» опубликовало статью «Рашкин: Разрешая „Роснефти“ скрывать коммерческую информацию, Минэкономики поощряет воровство». В этих публикациях Рашкин интерпретировал доводы замминистра как предоставленное госкомпаниям разрешение скрывать факты мошенничества и коррупционные сделки. Игорь Сечин обратился в думскую комиссию по этике, которая расценила высказывания Рашкина нарушающими нормы депутатской этики, а «Роснефть» обратилась в арбитражный суд с исками о защите деловой репутации к Рашкину, КПРФ и ИА «Росбалт». В суде представители Рашкина заявили, что пресс-служба партии ошибочно разместила созданный неустановленным лицом в неустановленное время черновик, содержащий высказывания, к которым он не имел отношения. По утверждению адвоката Рашкина, публикации стали результатом хакерской атаки, целью которой депутат стал якобы из-за своих оппозиционных взглядов. Пресс-секретарь «Роснефти» Михаил Леонтьев отнёсся к доводам защиты со скепсисом и отметил, что Рашкин и ранее делал подобные публичные заявления, поэтому «можно сделать заключение, что хакеры залезли и в мозг к Рашкину». В ноябре 2016 года суд первой инстанции признал публикации недостоверными и порочащими репутацию компании, однако счёл доказательства вины Рашкина недостаточными и отклонил претензии к нему персонально. Суды апелляционной и кассационной инстанций оставили решение в силе.
Также в декабре 2016 года Рашкин подал иск к Роснефти, расценив нарушением своих прав материалы письма Каланды главе Росимущества Дмитрию Пристанскову, в котором та сообщала о попытках Рашкина посредством необоснованных депутатских запросов получить информацию, составляющую коммерческую тайну, и предполагала возможное наличие у депутата конфликта интересов. Депутат просил суд признать заявления Каланды не соответствующими действительности, признать текст документа порочащим его честь, достоинство и деловую репутацию, и обязать компанию отозвать письмо. Арбитражный суд отказался рассматривать иск, сочтя, что депутатская деятельность не является предпринимательской или иной экономической деятельностью, следовательно, спор подлежит разрешению в суде общей юрисдикции.

### Списки Рашкина
Словосочетание «список Рашкина» было неоднократно использовано самим Рашкиным и СМИ для обозначения списков парламентариев и чиновников, которых депутат уличал в коррупции и нарушении закона. В ноябре 2006 года на заседании Государственной думы Рашкин обвинил «Единую Россию» в глубокой коррумпированности, сославшись на то, что большинство привлечённых к ответственности чиновников состояло в её рядах. После жалобы депутатов-единоросов думская комиссия по этике попросила Рашкина предоставить доказательства. Он планировал сослаться на полученный от Генеральной прокуратуры в июне того же года список из 297 депутатов и руководителей муниципальных образований разного уровня, привлечённых к уголовной ответственности, однако комиссия по этике не обнаружила в делах указаний на партийную принадлежность, сочла заявления Рашкина недопустимыми и лишила коммуниста права слова сроком на 1 месяц. В январе 2007 года Рашкин представил новый список, в который включил 107 подсудимых, осуждённых, обвиняемых и подозреваемых в уголовных преступлениях глав муниципалитетов и депутатов региональных заксобраний, которых Рашкин отнёс к членам «Единой России». В комментарии «Новой газете» глава думской комиссии по этике Геннадий Райков отметил, что из 297 участников списка Генеральной прокуратуры лишь 78 привлекались за преступления, которые могли быть отнесены к коррупционным, 61 человек был осуждён, но все они на момент публикации списка были беспартийными. Список из 107 фамилий Райков назвал домыслами региональных отделений КПРФ, под которым не поставил подпись даже сам Рашкин.
В сентябре 2014 года на пленарном заседании Государственной думы в ходе выступления, посвящённого ратификации 20-й статьи Конвенции ООН против коррупции, Рашкин заявил о большом числе депутатов, скрывающих информацию о зарубежной недвижимости, ценных бумагах иностранных компаний и счетах в иностранных банках. Председатель нижней палаты Сергей Нарышкин попросил Рашкина предоставить факты, подтверждающие обвинения. На основе открытых источников и материалов СМИ Рашкин составил список, в который включил более ста человек, в том числе членов «Единой России» и «Справедливой России», членов правительства и вице-премьеров. Предоставленные материалы были направлены в комиссию по достоверности сведений депутатов о доходах, которая не выявила нарушений, после чего Нарышкин призвал Рашкина извиниться за необоснованные обвинения, а комиссию по этике — проверить этичность его поведения. На заседание комиссии по этике Рашкин не явился, предоставив письменные объяснения. Извиняться депутат отказался, но комиссия вынесла ему наиболее мягкое возможное наказание — официальное предупреждение.

### Законопроекты
С 1999 по 2019 год, в течение исполнения полномочий депутата Государственной Думы II, IV, V, VI и VII созывов, выступил соавтором 197 законодательных инициатив и поправок к проектам федеральных законов.
13 октября 2014 года Валерий Рашкин внёс в Государственную думу законопроект, запрещающий государственным служащим и членам их семей иметь недвижимость за границей. В случае нарушения этих норм Рашкин предложил освобождать их от должности. Он заявил, что «никаких за́мков в Швейцарии и квартир в Париже у госслужащих быть не должно», а «чиновники, депутаты, сенаторы должны идти на госслужбу, понимая, что власть — это не вседозволенность и лёгкий путь к собственному обогащению, — а огромная ответственность и самоограничение», добавив, что такие ограничения следует ввести хотя бы на то время, пока «каждый третий россиянин живёт за чертой бедности».

### Украина

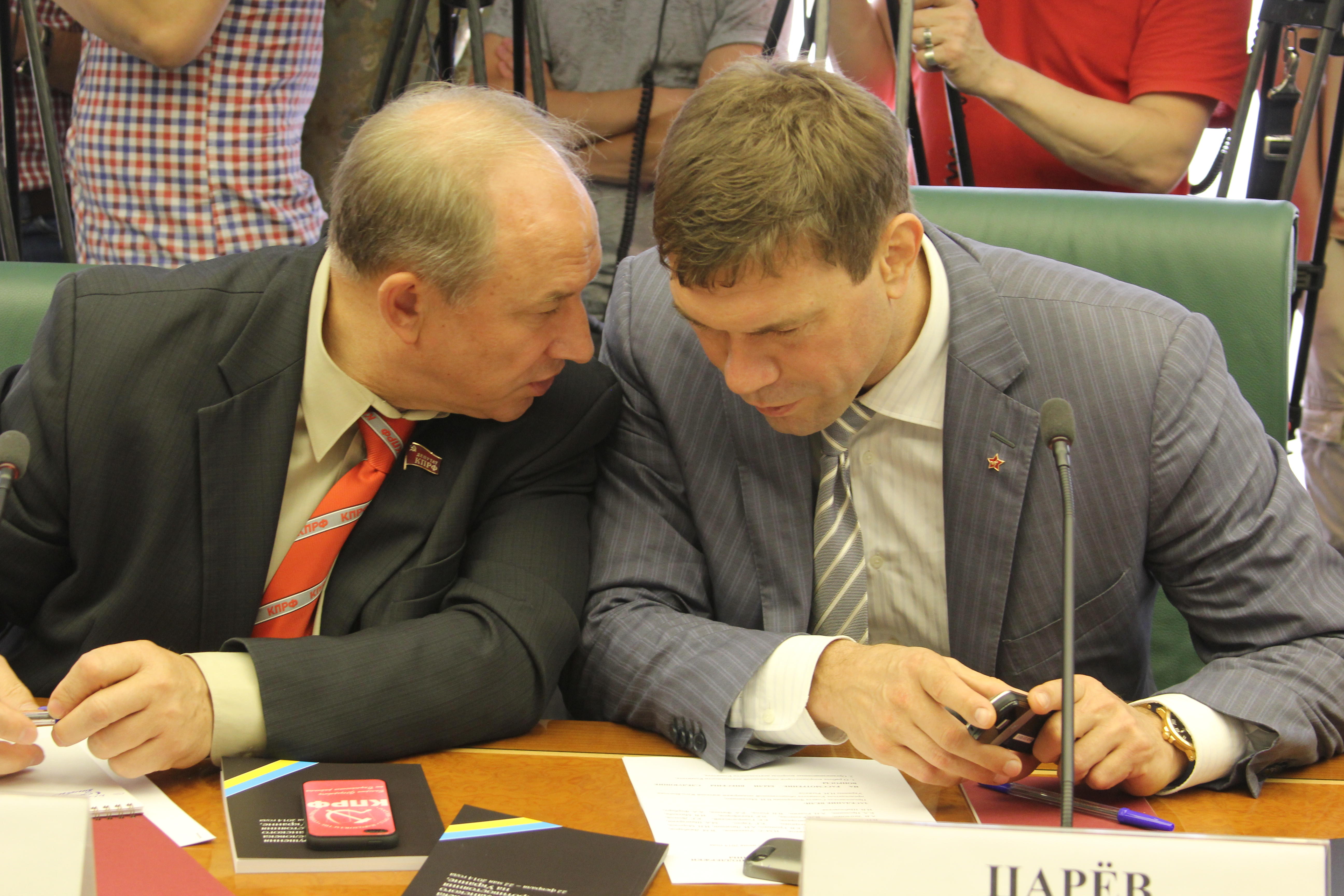
Валерий Рашкин и Олег Царёв на заседании Комитета общественной поддержки жителей Юго-Востока Украины, 3 июля 2014 года

Евромайдан и последовавший политический кризис на Украине Рашкин расценил как приход к власти людей фашистских взглядов, причиной которого стали бедность, безработица и коррупция, и призывал российские власти к применению экономических и силовых санкций к новому украинскому руководству. В марте 2014 года Рашкин поддержал аннексию Крыма Российской Федерацией. Также политик призывал к использованию российских спецслужб для убийства украинских политиков Александра Музычко и Дмитрия Яроша. В августе 2014 года Рашкин выступил инициатором создания движения «Красная Москва — Патриотический фронт помощи», которое организовывало публичные демонстрации в поддержку самопровозглашённых ДНР и ЛНР и призывало к официальному признанию Конфедеративной республики Новороссия. В феврале 2015 года Рашкин был включён в расширенный перечень лиц, которых Европейский Союз считает ответственными за дестабилизацию ситуации на востоке Украины, в его отношении были применены санкции, включавшие запрет на въезд на территорию ЕС и конфискацию имущества. В апреле 2016 года аналогичные санкции в отношении Рашкина приняла Норвегия, а в сентябре он был включён в санкционный список, составленный Советом национальной безопасности и обороны Украины совместно с Европейским союзом и США.

### Депутатский запрос по Медведеву
Рашкин публично обещал потребовать ответа председателя правительства Дмитрия Медведева по поводу расследований Фонда борьбы с коррупцией. Однако во время отчёта Медведева в Государственной думе 19 апреля 2017 года фракция КПРФ отказала Рашкину в выступлении. По сведениям корреспондента Русской службы Би-би-си Сергея Горяшко, запрет стал результатом целенаправленных действий администрации президента России. 20 апреля Следственный комитет Российской Федерации в своём ответе на депутатский запрос Рашкина отметил, что «вопросов, относящихся к компетенции Следственного комитета Российской Федерации, в настоящее время не имеется», и, руководствуясь «статьёй 1 Федерального закона „О прокуратуре Российской Федерации“», направил его обращение в Генеральную прокуратуру Российской Федерации.

### Уголовное дело о незаконной охоте (2021)
В октябре 2021 года Рашкина обвинили в незаконной охоте. По данным Комитета охотничьего хозяйства и рыболовства Саратовской области, в ночь на 29 октября в Лысогорском районе в багажнике автомобиля LADA Largus, которым управлял Рашкин, были обнаружены разделанная туша лосихи и разделочные инструменты (два ножа со следами крови и топор), а в 40 метрах от автомобиля нашли ноги, голову и шкуру животного. По данным Mash, автомобиль был оформлен на саратовское отделение КПРФ. Несмотря на подозрение сотрудников ГИБДД в том, что Рашкин употреблял спиртные напитки перед тем как сел за руль автомобиля, тот отказался пройти медицинское освидетельствование, в связи с чем был составлен протокол об административном правонарушении. Позднее Рашкин заявил, что сам он не пьёт и алкоголем пахло от его друга. Позже в ГУ МВД по Саратовской области заявили, что в лесу на месте задержания также был найден карабин Рашкина и его охотничий билет. Рашкин при задержании сказал, что случайно нашёл тушу лосихи в лесу, но позднее записал видеообращение, в котором сознался в убийстве животного, и назвал себя жертвой провокации. Рашкин заявил, что был уверен, что охотился законно: его друзья, организовавшие охоту, заверили его в наличии лицензии, однако впоследствии выяснилось, что лицензии у них не было.
В связи с большим общественным резонансом материалы уголовного дела были переданы из полиции в следственное управление Следственного комитета по Саратовской области. 25 ноября Государственная дума по представлению генерального прокурора России Игоря Краснова лишила Рашкина депутатской неприкосновенности. Краснов заявил, что во время задержания Рашкин отказался сотрудничать с правоохранительными органами, дал ложные пояснения и скрыл орудие преступления, а также отметил, что полученные доказательства указывают на совершение Рашкиным преступления по ч. 2 ст. 258 УК РФ (незаконная охота, совершённая группой лиц по предварительному сговору с применением механического транспортного средства и причинением крупного ущерба). Статья предусматривает наказание в виде штрафа либо лишения свободы на срок от трёх до пяти лет.
Журналист газеты «Ведомости» Наталья Иванкина отметила, что в КПРФ дело против Рашкина назвали политическим.
2 декабря 2021 года Следственный комитет Российской Федерации возбудил в отношении Рашкина уголовное дело. По версии следствия, в ночь с 28 на 29 октября 2021 года Рашкин, находившийся на территории охотничьего хозяйства «Лебедка» в Саратовской области, был вооружён принадлежащим ему карабином, и совместно с другими лицами, не имея соответствующего охотничьего разрешения, занимался охотой. Застрелив лосиху, Рашкин спрятал своё оружие. Рашкин и его соучастники разделали тушу животного, сложили её части в багажное отделение и салон автомобиля Lada Largus и покинули место охоты. Позднее автомобиль задержал сотрудник комитета охотничьего хозяйства и рыболовства Саратовской области и выявил факт незаконной добычи дикого животного.
28 декабря Мировой суд Лысогорского района Саратовской области лишил Рашкина водительского удостоверения на 1,5 года за отказ пройти медицинское освидетельствование на состояние алкогольного опьянения.
22 апреля Калининский районный суд Саратовской области назначил Рашкину наказание за незаконную охоту — три года лишения свободы условно с испытательным сроком на два года с лишением права заниматься деятельностью, связанной с охотой, тоже на два года.

### Прочее
В ноябре 2012 года Рашкин спровоцировал скандал в Государственной думе, заявив в «Твиттере» о желании использовать президента России Владимира Путина в качестве мишени на турнире по пулевой и стендовой стрельбе среди депутатов Государственной думы. После резкой реакции на «твит» Рашкин сообщил, что имел в виду фотографию президента, что публикация была шуткой, что избиение манекенов с портретом руководителя является японской традицией, и что знаком со множеством людей по фамилии Путин. Впоследствии он удалил все записи, касавшиеся инцидента. Случившееся стало поводом для критики со стороны других депутатов и главы комиссии по этике Владимира Пехтина, а активисты «Молодой гвардии Единой России» провели пикет перед саратовским офисом КПРФ с требованием добровольной сдачи Рашкиным депутатского мандата.

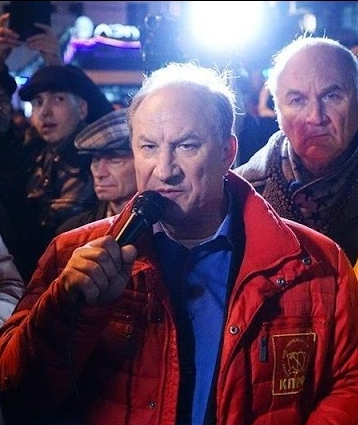
Валерий Рашкин на митинге против расширения зоны платной парковки в Москве, декабрь 2015 года

В декабре 2017 года Рашкин подал в Савёловский суд Москвы иск к вице-премьеру и бывшему министру спорта Виталию Мутко, в котором обвинил последнего в унижении чести страны, потребовал извинений перед гражданами России и отставки Мутко. Суд отказался принимать заявление, поскольку вопрос соответствия чиновника должности и его отставки находится вне компетенции суда общего производства, а требования публичных извинений направлены в защиту прав, свобод и законных интересов третьих лиц, права представления которых Рашкин не имеет.
В марте 2020 года Валерий Рашкин подал в суд на медиаресурс «Инфореактор». 18 февраля 2020 года на сайте этого сетевого издания была размещена публикация «КПРФ на деньги Ходорковского откроет молодёжный проект специально под Соболь». В ней, со ссылкой на публикацию Медиагруппы «Патриот», не являющейся СМИ, была опубликована информация о том, что член КПРФ Валерий Рашкин получил от беглого олигарха Михаила Ходорковского два миллиона евро: «Депутат ГД от КПРФ Валерий Рашкин уже получил тем же путём два миллиона евро на создание отдельного молодёжного движения КПРФ». Главой попечительского совета Медиагруппы «Патриот» являлся бизнесмен Евгений Пригожин, известный как «повар Путина». В иске Рашкин назвал эти сведения «не соответствующими действительности, поскольку никаких денежных средств от господина Ходорковского или аффилированных с ним лиц, указанных в оспариваемой публикации, я никогда не получал».

## Критика

### Обвинения в экстремизме
7 ноября 2009 года Рашкин выступил на митинге в Саратове, в своей речи заявив следующее: «Мы отмечаем как минимум шесть преступлений перед народом, перед русской нацией этой власти, начиная от Ельцина с его камарильей и заканчивая Путиным и Медведевым. Все эти преступления лежат тяжелым грузом на власти, которая совершила переворот в девяносто первом году. На Ельциных, Володиных, Слисках, Медведевых, Путиных. Кровью они должны смыть этот позор, который они нам здесь навязали». Резкие высказывания Рашкина стали объектом критики даже со стороны лидера КПРФ Геннадия Зюганова, а представители саратовского отделения партии «Единая Россия» обратились в прокуратуру с заявлением о необходимости привлечения Рашкина к ответственности по части 1 статьи № 280 УК РФ за «высказывание публичных призывов к осуществлению экстремистской деятельности». Следственный комитет при прокуратуре Российской Федерации рассмотрел заявление, но отказался заводить в отношении Рашкина уголовное дело, однако в декабре первый заместитель Генерального прокурора Александр Буксман вынес политику предостережение о недопустимости экстремистских действий, которое Рашкин попытался оспорить, сочтя «фиговым листком», которым представитель правоохранительного органа прикрыл «срамное место „Единой России“» в рамках выполнения «политического заказа». В свою очередь депутат Государственной думы, член президиума генерального совета «Единой России» Николай Панков отверг данные заявления, отметив, что в случившемся виноват сам Рашкин, решивший «перевести проблему из правовой в межличностную плоскость». А представительница саратовского отделения «Единой России», заместитель председателя Саратовской областной думы Марина Алёшина, указала на то, что «это первый прецедент в стране, когда депутату Госдумы, заместителю лидера партии вынесено прокурорское предостережение», а также высказала недовольство вынесенным решением, полагая, что Рашкин полностью заслужил возбуждения уголовного дела, и поэтому она собирается обжаловать его в суде.
Также персональный иск о защите чести, достоинства и деловой репутации направил к Рашкину Володин, расценивший демарш коммуниста как обвинения в совершении государственного переворота и преступлений перед народом России. Володин просил суд обязать Рашкина опровергнуть сказанное, а также взыскать с него 5 миллионов рублей компенсации морального вреда, однако Ленинский районный суд Саратова снизил сумму компенсации до одного миллиона. Рашкин счёл решение суда незаконным и политизированным и заявил, что в своём выступлении имел в виду абстрактное обобщение, а не конкретного Вячеслава Володина.
В мае 2010 года на митинге в Саратове Рашкин обратился к своим избирателям с просьбой поддержать сбор миллиона рублей монетами малого номинала, однако к началу июня, когда исполнительный лист был передан в Федеральную службу судебных приставов, необходимая сумма не была собрана, а Рашкин заявил, что не имеет миллиона рублей, поскольку является «простым гражданином Российской Федерации». В ноябре 2010 года, после того как ФССП вынесла постановление о взыскании требуемой суммы с заработной платы Рашкина в Государственной думе, Рашкин выплатил миллион рублей мелкими монетами общим весом около 60 килограммов.

### Обвинения в связях с организованной преступностью
С конца 1990-х годов Рашкина уличали в близких связях с выходцами из организованной преступной группировкой «Чикуновские», работавшей в Саратове в первой половине 1990-х годов. Подобные обвинения фигурировали в публикациях саратовских и федеральных изданий, в 2006 году обсуждались в двух выпусках телепередачи «Момент истины» на канале ТВ Центр, а в 2016 году стали главной темой телефильма «Красная крыша — Как помощники авторитетов превращаются в помощников депутатов?» телепрограммы «Чрезвычайное происшествие» на телеканале НТВ. По данным журналистов, в середине 1990-х годов Рашкин начал сотрудничество с бывшим членом ОПГ «Чикуновские», который при жизни Чикунова курировал холдинг «Астэк-С», включавший активы в строительной и нефтяной отраслях, а после убийства авторитета в 1995 году стал президентом компании. Саратовские журналисты неоднократно отмечали, что влияние и поддержка Алексея Ерусланова, включая спонсорство избирательных кампаний 1999 года (415 тысяч рублей) и 2003 года (1 млн рублей), помогли Рашкину стать наиболее влиятельным членом областного комитета КПРФ, и что практически все члены руководства «Астэка-С» имели удостоверения помощников Рашкина как депутата Государственной думы. В декабре 2007 года Ерусланов был включён в первую тройку партийного списка КПРФ на региональных выборах и прошёл в областную думу, однако депутаты от «Единой России» пригрозили использовать парламентское большинство и инициировать самороспуск, если предприниматель с криминальным прошлым не уступит своё кресло добровольно. Весной 2008 года Ерусланов был задержан и помещён под стражу после конфликта с предпринимателями из города Маркс, в результате которого последние были избиты, а их машины — расстреляны из травматического оружия. Рашкин выступил личным поручителем при ходатайстве об освобождении Ересланова под подписку о невыезде, а также инициировал депутатские запросы Генеральному прокурору Юрию Чайке и министру внутренних дел Рашиду Нургалиеву. Депутат заявлял о невиновности Ерусланова и ложном характере обвинений, а также заявлял, что преследование предпринимателя было инициирован «Единой Россией» с целью устранения представителя оппозиции и приватизации его бизнеса.
Среди других представителей организованной преступности, связанных с Рашкиным, журналисты называли Асифа Нуследдина оглы Асланова, погибшего при взрыве собственного автомобиля в центре Саратова в 2006 году. Асланов был известен местным правоохранительным органам как владелец ряда казино, вовлечённый в махинации при обмене валют, а при обыске у него было обнаружено удостоверение помощника депутата Рашкина. Также журналисты отмечали, что в 2011 году, несмотря на обвинения по более чем 40 статьям, Рашкин ходатайствовал о невиновности членов организованной преступной группировки «Общак» Эдуарда Сахнова, Олега Семакина и Олега Шохелева, действовавшей на Дальнем Востоке России, и отправил несколько десятков официальных обращений с требованиями освободить подсудимых.
Сам Рашкин никогда не признавал связи с выходцами из организованных преступных группировок. За выпусками телепередачи «Момент истины» на ТВЦ, по его мнению, стоял Вячеслав Володин, мстивший коммунисту за обвинения в коррупции. А пресс-служба ЦК КПРФ разместила в газете «Советская Россия», а также 89 региональных партийных изданиях, включая газету саратовского отделения КПРФ «Коммунист век XX—XXI», пресс-релиз с заголовком «Профессия — телемерзавец» в котором были приведены слова Геннадия Зюганова, сказанные в августе 2003 года в газетах «Правде» и «Советская Россия», где он различными нехорошими словами отозвался о ведущем Андрее Караулове. В свою очередь Караулов подал, как к газете, так и к Рашкину, являющемуся председателем общественного совета редакции, в Октябрьский суд Саратова иск о защите чести и достоинства на сумму в 2 миллиона рублей.
После выхода телефильма «Красная крыша — Как помощники авторитетов превращаются в помощников депутатов?», который Рашкин счёл «чернухой» и «заказухой», он обвинил Управление внутренней политики Администрации президента России в нечестном ведении выборов и направил жалобы в Генеральную прокуратуру и Центральную избирательную комиссию.

### Обвинения в шпионаже и государственной измене

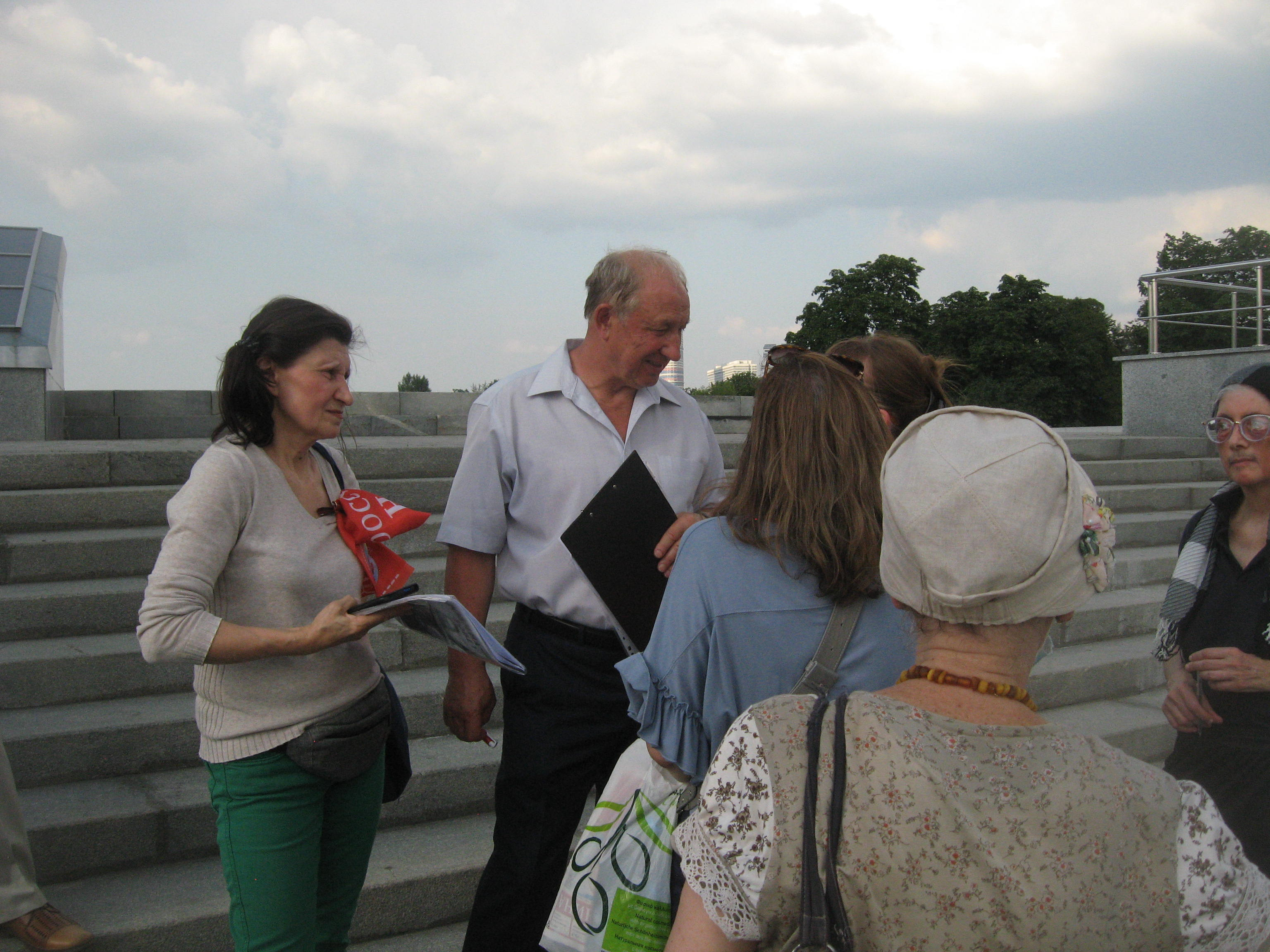
Встреча с избирателями

В апреле 2016 года депутат Государственной думы от ЛДПР Михаил Дегтярёв, основываясь на видеосюжете телеканала «Россия-1» «Операция „Дрожь“: тайная переписка „агента Навального“» и на сообщениях иных СМИ, направил депутатский запрос в Генеральную прокуратуру России с просьбой проверить на шпионаж (статья 276 УК РФ) и государственную измену (статья 275 УК РФ) Московский городской комитет КПРФ, а также депутатов Государственной думы Валерия Рашкина и Владимира Родина, и депутата и руководителя фракции КПРФ в Московской городской думе Андрея Клычкова. Дегтярёв указал на то, что в приведённых источниках имеются доказательства, подтверждающие связь оппозиционного политика Алексея Навального с «иностранным гражданином Браудером, действующим в интересах зарубежных спецслужб с целью подрыва доверия граждан Российской Федерации к институтам государственной власти и Президенту России», а также о имеющихся у коммунистов Москвы планов проводить активное сотрудничество с представителями непарламентской политической оппозиции, итогами которых «должны стать дебаты оппозиционных сил (КПРФ — Навальный), что позволит за счёт интернет-ресурсов А. Навального привлечь на сторону КПРФ как можно больше молодёжи в центральных городах России». По его мнению, примером желания такого сотрудничества является законодательная инициатива Клычкова, который в 2013 году внёс в Московскую городскую думу законопроект Навального о реформе жилищно-коммунального хозяйства.
В ответ Рашкин в комментарии для интернет-издания «Газета.ru» назвал обращение Дегтярёва «абсолютной кашей» и тем, что «должны изучать в психбольнице», а также отметил, что «в последнее время против меня участились какие-то выдуманные публикации», полагая, что «наверное, кто-то на это раскошеливается». В свою очередь Клычков отверг какое-либо сотрудничество с Навальным и высказал мнение, что «выстраивается конструкция, чтобы попытаться не допустить победу Рашкина в округе».
Впоследствии Рашкин подал в Савёловский районный суд Москвы против Дегтярёва, а также журналиста «Комсомольской правды» Олега Потапова и издательского дома «Комсомольская правда», исковое заявление о защите чести, достоинства и деловой репутации с требованием возмещения с ответчиков морального вреда на общую сумму в 15 миллионов рублей, поскольку посчитал, что упомянутая в статье Потапова, опубликованной 25 апреля 2016 года в электронной версии «Комсомольской правды», информация из депутатского запроса «проверить Московский горком КПРФ — депутата Госдумы Валерия Рашкина — на шпионаж и госизмену» не соответствует действительности. В своём заявлении Рашкин также указал, что ему «каких-либо подозрений в совершении указанных ответчиками действий, а именно шпионажа (ст. 276 УК РФ) и государственной измены (ст. 275 УК РФ), никто никогда не предъявлял» и подчеркнул, что он один «из немногих депутатов Госдумы, который официально внесён властями Евросоюза и Украины в санкционные списки за активную пророссийскую позицию». В свою очередь Дегтярёв в беседе с корреспондентами газеты «Коммерсантъ» отметил, что не видит оснований для судебного процесса, поскольку «опирался на журналистские расследования, это обычная практика» и не считает высказанные предположения обвинением. В итоге рассмотрения дела суд полностью отказал Рашкину в удовлетворении исковых требований.

### Обвинения в фальсификации степени доктора экономических наук
В официальных публикациях о Рашкине неоднократно утверждается, что он имеет учёную степень доктора экономических наук. Согласно официальному сайту КПРФ, является доктором экономических наук за защиту диссертации по теме «Инновационные стратегии национального развития». В январе 2016 года «Новая газета» опубликовала материалы проведённого вольным сетевым сообществом «Диссернет» исследования учёных степеней депутатов Государственной думы VI созыва, в которых докторская диссертация Рашкина была отнесена к числу «диссертаций-фантомов», заявленных, но не существующих, поскольку ни диссертация, ни её автореферат не были обнаружены в Российской государственной библиотеке, Российской национальной библиотеке и ЦИТИС. В августе 2016 года на запрос блогера Максима Колобкова исполняющая обязанности директора Российской государственной библиотеки Наталья Самойленко сообщила, что «диссертация на соискание учёной степени доктора наук автора Рашкина Валерия Фёдоровича в фонд Российской государственной библиотеки не поступала», как и в фонде библиотеки не имеется «автореферат вышеуказанной диссертации». Накануне очередных парламентских выборов вопрос о наличии учёной степени Рашкина был поднят представителями коммунистической партии «Коммунисты России», пикетировавших здание Центральной избирательной комиссии с плакатами «Рашкин — лжедоктор! Хватит нас лечить!» и обратившихся к председателю Высшей аттестационной комиссии В. М. Филиппову с просьбой провести проверку. В ответ заместитель директора департамента аттестации научных и научно-педагогических работников Министерства образования и науки России Владимир Гайдук тогда же в официальном письме лидеру партии «Коммунисты России» Максиму Сурайкину на запрос о докторской степени сообщил, что «сведений о присуждении Рашкину учёной степени доктора наук, предусмотренной государственной системой аттестации научных и научно-педагогических работников, в регистрационно-учётной базе данных департамента не имеется». В январе 2016 года Рашкин отказался общаться с авторами исследования, а в сентябре 2016 года — комментировать заявления «Коммунистов России» и ответ ВАК по существу.
13 марта 2019 года, отвечая на вопрос журналиста Алексея Голубева в эфире программы A-team радиостанции «Эхо Москвы», Рашкин рассказал, что на самом деле степень была присвоена организацией под названием «Академия общественных наук» за защиту диссертации по теме «Инновационные стратегии национального развития», но она не является учёной.

### Обвинения в фальсификации звания мастера спорта и спортивных достижений
Согласно сведениям, размещённым на официальном сайте КПРФ и на официальном сайте Красноярского регионального отделения КПРФ, является мастером спорта СССР по альпинизму, а также чемпион РСФСР (1984 или 1987) и бронзовый призёр первенства СССР (1985 или 1990, а также участником восхождения на Эльбрус в год празднования 70-летия Победы в Великой Отечественной войне, во время которого Рашкин установил на вершине горы реплику Знамени Победы. Однако в официальном письме председателю партии «Коммунисты России» Максиму Сурайкину председатель Федерации альпинизма России Андрей Волков на основании архивных документов сообщил, что «согласно данным архива Федерации альпинизма России, у Рашкина имеется только жетон „Спасательный отряд“ № 3586, выданный в 1979 году, что говорит о том, что на момент получения жетона он имел спортивную квалификацию по альпинизму „1-й спортивный разряд“ или спортивный разряд „Кандидат в мастера спорта“ по альпинизму». В свою очередь, директор Департамента управления делами и контроля Олег Лагутин и начальник отдела документационного обеспечения того же департамента в своём ответе с опорой на архивные документы отметили, что «нет сведений о присвоении спортивного звания „Мастер спорта СССР“ по альпинизму Рашкину Валерию Фёдоровичу, 1955 года рождения», а также что «ни звания Мастер спорта СССР, ни звания Мастер спорта России Рашкину Валерию Фёдоровичу не присваивалось, в 1990 году призовых мест на чемпионатах СССР он не занимал, по чемпионату 1987 года данных в архиве Федерации альпинизма России нет». Также оказалось, что Федерации альпинизма Кабардино-Балкарии не известно о восхождении на Эльбрус, и что политик не подавал заявки на участие в памятном восхождении, посвящённом 70-летию Победы в Великой Отечественной войне.
13 марта 2019 года в эфире программы A-team радиостанции «Эхо Москвы» Рашкин, отвечая на вопросы журналиста Алексея Голубева, сказал, что действительно участвовал в восхождении как на западную вершину Эльбруса (высота 5642 м), так и на восточную вершину (Пик Ленина): с его слов, заместитель министра правительства Кабардино-Балкарии по спорту провожал команду Рашкина и вручал почётные грамоты. Также он заявил, что участвовал в покорении стены Свободная Корея (1100 метров отвеса) в Тянь-Шань, что принесло ему первое место на чемпионате РСФСР. Комментируя утверждения о несуществующей степени мастера спорта, Рашкин сказал, что выполнил нормы мастера спорта, но не оформил результаты, поэтому де-юре звание мастера спорта по альпинизму ему не присваивали.

## Международные санкции
Из-за аннексии Крыма, а также поддержки российской агрессии, нарушения территориальной целостности Украины во время российско-украинской войны находится под персональными международными санкциями разных стран.
16 февраля 2015 года попал под санкции Евросоюза как основатель движения «Красная Москва — Патриотическая помощь фронту», которое организовывало публичные демонстрации в поддержку сепаратистов. Кроме того Рашкин «проголосовал за проект Федерального конституционного закона о принятии в Российскую Федерацию Республики Крым и образования в составе Российской федерации новых субъектов - Республики Крым и города федерального значения Севастополь».
24 февраля 2022 года, на фоне вторжения России на Украину, включён Канадой в санкционный список «соратников режима», «за признание независимости так называемых республик в Донецке и Луганске».
25 февраля 2022 года повторно включён в санкционный список стран Евросоюза в ответ на решения России о признании ЛНР и ДНР на территории Донецкой и Луганской областей Украины и об отправке туда российских войск.
30 сентября 2022 года был внесён в санкционный список США в ответ на «фиктивные референдумы» и «аннексию территорий Украины российскими оккупационными силами». Государственный департамент отмечал, что депутаты единогласно приняли закон о фейках, а некоторые депутаты сыграли ключевую роль в распространении российской дезинформации о войне.
По аналогичным основаниям, находится под санкциями Великобритании. Также со 2 апреля 2020 года находится под санкциями Швейцарии (со 2 апреля 2020 года), Австралии (с 4 мая 2022 года), Японии (с 12 апреля 2022 года) и Новой Зеландии (с 12 октября 2022 года). Указом президента Украины Владимира Зеленского от 7 сентября 2022 года находится под санкциями Украины.

## Личная жизнь
Женат на Наталье Петровне Рашкиной (род. 1952), которая работает психологом в детском саду. Двое сыновей: Владимир (род. 1979) и Андрей (род. 1982) — выпускники Саратовского государственного технического университета; Андрей работает начальником отдела информационной безопасности RT.
В 2015 году общая сумма декларированного годового дохода Рашкина составила 4 млн 924 тыс. руб., а его жены — 100 тыс. руб.